# Friderun von Stralendorff-Eilers
Friderun von Stralendorff-Eilers (* 1. Januar 1916 in Gamehl, Mecklenburg; † 14. November 2011 in Preetz, Schleswig-Holstein) war eine deutsche Bildhauerin.

## Leben
Friderun entstammt der mecklenburgischen Uradelsfamilie von Stralendorff. Sie gehörte zur Familienlinie Gamehl mit dortigen Hauptgut an. Ihre Eltern waren der großherzogl.-meckl.-schwerin. Kammerherr Joachim von Stralendorff (* 1863; † 1945) auf Gut Gamehl mit weiteren Nebengütern, Rechtsritter des Johanniterordens, und Margarethe Baronesse von der Ropp (* 1878; † 1956), Tochter der Lydia Gurjew aus russ. Adel und des kaiserl. russ. Oberstleutnants Wilhelm Baron von der Ropp. Friderun hatte mehrere Geschwister, die Brüder Claus-Joachim von Stralendorff und Peter Heinrich von Stralendorff wurden Gutsherren. Ihre Schwestern Alexandra und Gisela heirateten Gutsbesitzer.
Stralendorff-Eilers war ursprünglich Pianistin, sie führte ihren Beruf durch die Wirren des Zweiten Weltkriegs bedingt jedoch nicht fort und fand später den Weg zur darstellenden Kunst. Die Kenntnisse als Bildhauerin eignete sie sich als Autodidaktin an. Sie stand unter dem Einfluss von Seiten der Künstler Dimitrij von Prokofieff (russischer Landschafts- und Tiermaler), Ludwig Vierthaler (Bildhauer, Hannover), Junkers (Maler, Berlin), Fritz Hülsmann (Maler) und des Freundes und Kritikers Emil van Hauth (Maler).
Friderun von Stralendorff-Eilers war dreimal verheiratet, zuerst von 1935 bis 1944 den Gutsbesitzer Graf Jürgen von Polier-Samow (* 1904; † 1980). Die zweite Ehe schloss sie mit dem Juristen H. J. Krüger. Zuletzt heiratete sie 1961 in Hannover den niedersächsischen Fabrikanten Louis Eilers (* 1909; † 1977). Das Ehepaar lebte in Rottach-Egern, in Eutin und später in Gmund am Tegernsee. Hier entstand die Mehrzahl ihrer Werke, die dann in München gegossen wurden.

## Werk
Es sind von Friderun von Stralendorff-Eilers etwa 115 Werke bekannt. In der Ausführung führt sie sich auf die Tradition der Plastik des 19. Jahrhunderts zurück. Häufig sind es Portraits nach der Natur. Von Stralendorff-Eilers hat für ihre Arbeiten insbesondere Ton und Gips verwendet. Die meisten ihrer Skulpturen hat sie mittels Wachsausschmelzverfahren in Bronze gegossen. Von ihr sind nur wenige Zeichnungen und Bilder bekannt. Sie schuf ihre Werke direkt, nur selten über den Weg der Skizze.

## Ausstellungen
- Galerie Hürlimann, Neuenegg/Schweiz
- Galerie Karthause, Koblenz
- Galerie Meindl-Pöllmann, Baden-Baden
- Galerie 63, Klosters, Schweiz
- Galerie Ziese, Nürnberg
- Galerie Koch, Hannover
- Galerie Koch-Westenhoff, Lübeck
- Galerie Boisserée, Köln

## Auszeichnungen
- Pygmalion-Medaille der Deutschen Kunststiftung der Wirtschaft, München, 17. November 1989

## Genealogie
- Gottfried Graf Finck von Finckenstein, Christoph Franke. Et al.: Genealogisches Handbuch der Adeligen Häuser. A/B (Uradel/Briefadel), Band XXXIII, Band 152 der Gesamtreihe GHdA, Hrsg. Deutsches Adelsarchiv, C. A. Starke, Limburg (Lahn) 2012, ISSN 0435-2408, S. 508–511.